# Alembon
Alembon é uma comuna francesa na região administrativa de Altos da França, no departamento de Pas-de-Calais. Estende-se por uma área de 8,97 km². Em 2010 a comuna tinha 638 habitantes (densidade: 71,1 hab./km²).